# Димитър Кацаров (офицер)
 Тази статия е за българския офицер.  За българския учен вижте Димитър Кацаров (педагог).  
Димитър Илиев Кацаров е български офицер, генерал-майор от артилерията, командир на 5-и нескорострелен артилерийски полк по време на Балканските войни (1912 – 1913) и инспектор на артилерията след края на Първата световна война. Син е на свещ. Илия Кацаров, участник в Априлското въстание от 1876 година.

## Биография
Димитър Кацаров е роден на 26 октомври 1866 година в Копривщица, в семейството на свещеника Илия Кацаров и Рада Герасим. Началното си образование получава в Копривщица, а след сватбата на сестра си, заминава заедно с младото семейство в София, за да учи в Първа мъжка софийска гимназия.
През лятото на 1883 година постъпва във Военното училище в София, в техническото отделение (т.н. межева школа), през 1884 година преминава в средния общ клас, след което следва в старшия общ и двата специални класа, като завършва курса на училището като старши портупей юнкер. През 1887 г. завършва в осмия випуск, на 27 април е произведен в чин подпоручик и зачислен в 4-ти артилерийски полк..
На 18 май 1890 година е произведен в чин поручик. През месец май 1892 година, след проведен конкурс, поручик Кацаров е изпратен във Виена, за следване в щаб-офицерския курс, а през лятото на 1893 и 1894 година участва в стрелбите на тамошната артилерийска стрелкова школа. На 2 август 1894 година, след завръщането си от курса във Виена е произведен в чин капитан и командва 3-та батарея от Софийския артилерийски полк. В началото на 1895 година е назначен за командир на резервната батарея в Самоков. При формирането на нови батареи в полка, резервната батарея е преименувана на 6-а батарея и капитан Кацаров остава неин командир до 1900 година, през което време е председател на полковия съд и член на Софийския военен съд. За добра служба е награден с Княжеский орден „Св Александър“ V степен.
В началото на 1900 година Кацаров е назначен за командир на возарската рота и завеждащ „майстерските“ (работилниците) в полка, на която длъжност е до 1 май 1903 година, когато е произведен в чин майор и назначен за командир на 8-а батарея. През есента на същата година е назначен за батареен командир на в 1-во товарно артилерийско отделение в Берковица. Докато служи отделението, майор Кацаров подготвя проекто-устав да действие от скорострелно оръжие, което служи за основа на строевия устав, издаден от Артилерийската инспекция.
През 1906 година, Кацаров е преведен на служба във 2-ри артилерийски полк с щаб във Враца, към края на същата година е произведен в чин подполковник и назначен за командир на отделение, където служи до 1910 година. През 1911 година е назначен за помощник-командир на полка. През лятото на 1912 година подполковник Кацаров е назначен за помощник-командир на 5-и артилерийски полк, а по-късно е командир на 5-и нескорострелен артилерийски полк.

### Балканските войни (1912 – 1913)
След избухването на Балканската война, повереният му полк влиза в състава на |4-та пехотна преславска дивизия и взема участие в боя при Ески Полос (9 октомври), при Петра (10 октомври), при Караагач (16 – 17 октомври), където в плен попадат 34 с. с. турски оръдия. На 18 октомври, по предложение на Кацаров и под негово командване е създаден отряд от 2 дружини и 2 батареи, който настъпва от към Бунар Хисар и атакува флангово 17-и турски корпус, който през Караагач дере обхожда 5-а пехотна дунавска дивизия. При бързото си настъпление по фланга и произведения артилерийски огън, 17-и турски корпус отстъпва в паника.
По-късно подполковник Кацаров участва с полка си в боевете под Чаталджа, срещу центъра на турската позиция. За действията си през войната е награден с Военен орден „За Храброст“ IV степен.
По време на Междусъюзническата война (1913) полкът, усилен с едно гаубично отделение, една батарея с 10.5 см. дълги оръдия и една полска с.с. батарея участва в боевете при Равна нива. На 18 май 1913 година е произведен в чин полковник.
След края на Междусъюзничската война е полковник Кацаров награден с Народен орден „За военна заслуга“ III степен, с мечове, а през есента на 1913 година е назначен за началник на строево-домакинското отделение в Артилерийската инспекция. На 1 декември 1914 година е назначен за командир на 4-ти артилерийски полк. В командвания от него полк, като младши офицер служи брата на цар Борис III – княз Кирил Преславски.

### Първа световна война (1915 – 1918)
По време на Първата световна война полковник Кацаров командва 1-ва артилерийска бригада в чийто състав влизат 4-ти артилерийски и 14 артилерийски полкове, всеки от които с по 6 батареи. С поверената му бригада участва в боевете за превземането на Пирот, в боевете на 1-ва пехотна софийска дивизия за овладяване на проходите Власотинци и за превземането на Лесковац и в боевете при р. Пуста (28 – 31 октомври 1915). По-късно бригадата е дислоцирана в района на Кратово, където полковник Кацаров заболява тежко.
През 1915 година е награден с Княжеский орден „Св. Александър“ III степен с мечове.
През август 1916 година бригадата на полковник Кацаров е прехвърлена на Добруджанския фронт, където на 6 септември 1916 година взема участие в боевете при Сарсанлар. По-късно участва в боя при Паракьой, където неприятелят отстъпва към Кубадинската позиция. Тук болестта на Кацаров се повтаря и той напуска строя на бригадата.
След като успява да се възстанови получава заповед от началника на артилерията да учреди в Сливница стрелкова артилерийска школа, където се обучават младшите офицери. През 1917 година е награден с Военен орден „За храброст“ III степен.
През февруари 1918 година Кацаров е произведен в чин генерал-майор и назначен за помощник-началник на артилерията в действащата армия. В средата на септември, след започването на боевете при Добро поле, генерал Кацаров е по обиколка на батареите в Първа армия, намиращи се между Дойранското езеро и Беласица, когато от командира на първа армия му е възложено да задържи 1-ва бригада от Македонската дивизия, докато армията отстъпва към Струмица.
След капитулацията на България и началото на демобилизацията на армията, на 12 октомври 1918 година генерал Кацаров е назначен на най-високата артилерийска длъжност – Инспектор на артилерията.
Със заповед по артилерията от 1 октомври 1919 година, обявява, че по собствено желание се уволнява от служба. Мястото му като инспектор на артилерията заема генерал Владимир Вазов. След уволняването си е избран в централното управление на Съюза на запасните офицери.
Към 1933 година запасния генерал Кацаров е председател на Ловната организация.

### Научна, теоретична и преводаческа дейност
Генерал Кацаров е автор и преводач на редица книги, сътрудничи на вестник „Отечество“ и „Народна отбрана“, пише статии за списанията „Природа“, „Средногорие“, „Ловец“, „Ловна просвета“, както и във вестниците „Мир“ и "Зора. Автор е на над 50 статии от военните издания „Военен журнал“, „Военни известия“, „Военен глас“ и „Военно-исторически сборник“.
Генерал-майор Димитър Кацаров умира през месец юли 1958 година в Копривщица.

## Военни звания
- Подпоручик (27 април 1887)
- Поручик (18 май 1890)
- Капитан (2 август 1894)
- Майор (1 май 1903)
- Подполковник (31 декември 1906)
- Полковник (18 май 1913)
- Генерал-майор (27 февруари 1918)

## Награди
- Военен орден „За храброст“ III и IV степен
- Княжеский орден „Св. Александър“ III степен с мечове и V степен
- Народен орден „За военна заслуга“ III степен, с мечове
- Орден „Желязна корона“, Австро-Унгария